# Abadía de Knechtsteden
La abadía de Knechtsteden (en alemán: Kloster Knechtsteden) es un edificio religioso afiliado a la iglesia católica que fue una antigua abadía premonstratense en Dormagen, en el estado de Renania del Norte-Westfalia, en Alemania, desde la década de 1890 una casa de los espiritanos. Fue fundada en 1130 y en 1138 se inició la construcción de la iglesia, declarada basílica menor en 1974.
La iglesia abacial (Basilika SS. Andreas und Magdalena) fue construida en estilo románico, según una planta de tres naves, con los dos laterales más bajas que la central que se eleva a una majestuosa altura; todo está flanqueado al norte por un claustro, de acuerdo con los usos de la época. Tiene la particularidad de tener dos ábsides, uno al este y otro al oeste: este último fue gravemente dañado en 1474 y fue restaurado según el estilo gótico en el que fue edificado.

## Véase también

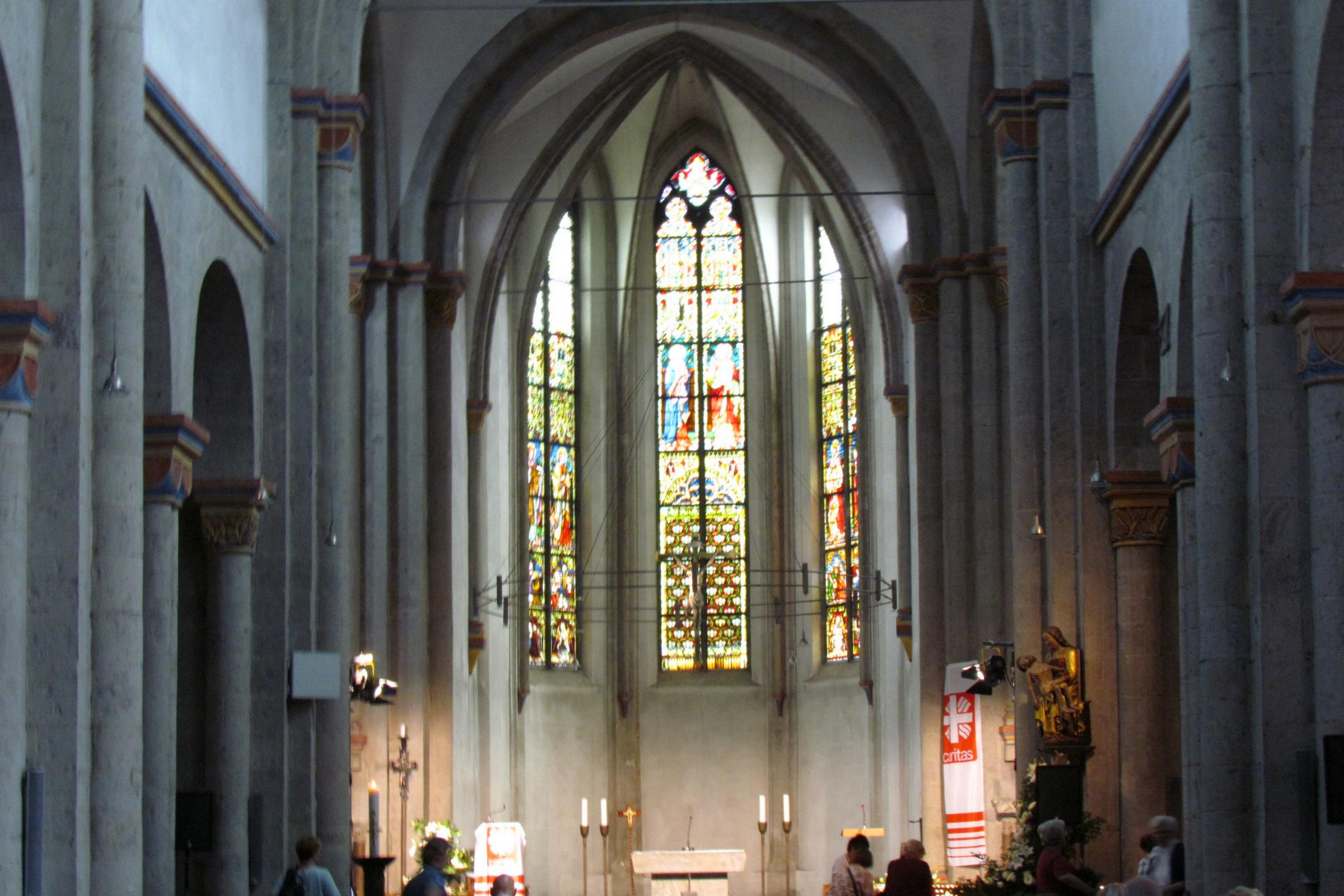
Vista interna de la Basílica